# FC Progrès Niederkorn
Der Football Club Progrès Niederkorn ist ein Fußballverein aus dem zu Differdingen gehörenden Ort Niederkorn in Luxemburg. Die Vereinsfarben sind gelb-schwarz.

## Geschichte
Progrès wurde am 14. August 1919 unter dem Namen Cercle Sportif gegründet. Die Spielkleidung bestand aus einem roten Trikot mit weißem Brustring und weißen Ärmeln sowie einer weißen Hose. Am 15. März 1922 wurden die Farben in ein schwarz-gelb-gestreiftes Trikot und wenig später in eine schwarze Hose geändert.
Bereits 1923 stieg Progrès in die zweitklassige Ehrenpromotion auf. 1926 gelang erstmals der Aufstieg in die höchste Spielklasse, die Nationaldivision. 1933 gewann Progrès mit dem Coupe de Luxembourg durch einen 4:1-Sieg gegen Union Luxemburg den ersten Vereinstitel.
Nach der deutschen Besetzung Luxemburgs erfolgte 1940 die Umbenennung in FK Niederkorn. Unter diesem Namen stieg der Verein 1942 in die Gauliga Moselland auf. Niederkorn wurde auf Anhieb Meister der Gruppe West und spielte gegen den Meister der Ostgruppe, TuS Neuendorf, um den Einzug in die Endrunde um die deutsche Meisterschaft 1943. Nach einem 3:0 im Hinspiel wurde das Rückspiel mit 1:5 verloren und die Finalrunde verpasst. 1943 nahm der Verein auch an der Hauptrunde des DFB-Pokals (damals Tschammerpokal) teil, unterlag jedoch in der 1. Runde den Sportfreunden Katernberg mit 0:3.
Nach der Befreiung Luxemburgs wurde bereits 1944/45 wieder in der Nationaldivision gespielt, der Verein wurde 1944 wieder in FC Progrès umbenannt. Durch eine 1:3-Niederlage gegen The National Schifflingen verpasste der Verein jedoch den Sprung in die Endrunde. Im selben Jahr konnte durch einen 2:0-Sieg im Finale zum zweiten Mal der Luxemburger Fußballpokal gewonnen werden. Im darauffolgenden Jahr erreichte Progrès erneut das Finale des Fußballpokals, musste sich jedoch dieses Mal Jeunesse Esch mit 1:3 geschlagen geben. Nachdem der Verein die folgenden Jahre im Mittelfeld der Nationaldivision gespielt hatte, erreichte er in der Spielzeit 1952/53 erstmals den Meistertitel Luxemburgs mit einem Punkt Vorsprung auf Jeunesse Esch. 1956 wurde erneut das Endspiel des Fußballpokals erreicht, Progrès musste sich nach Verlängerung mit 1:3 dem Stade Düdelingen geschlagen geben. 1959/60 wurde der Verein letzter in der Nationaldivision und spielte somit das erste Mal seit 24 Jahren nur noch zweitklassig. Die Rückkehr in die oberste Liga gelang zur Saison 1963/64, jedoch verpasste der Verein um drei Punkte den Klassenerhalt und stieg sofort wieder in die Ehrenpromotion ab. 1967 gelang der erneute Aufstieg in die Erstklassigkeit. Nachdem Progrès in den folgenden vier Spielzeiten jeweils nur knapp den Klassenerhalt in der Nationaldivision geschafft hatte, musste der Verein nach der Spielzeit 1971/72 wieder in die Zweitklassigkeit.
Mit dem Aufstieg in die Nationaldivision 1974/75 begann die erfolgreichste Ära in der Geschichte des FC Progrès. In der Spielzeit 1976/77 wurde der Verein Vizemeister hinter Jeunesse Esch, im selben Jahr gelang durch ein 3:1 im Wiederholungsspiel gegen Red Boys Differdingen zum dritten Mal der Gewinn des Fußballpokals Luxemburgs. 1977/78 wurde der Verein zum zweiten Mal luxemburgischer Fußballmeister, der Pokalgewinn konnte erfolgreich verteidigt werden. Nach dem Vizemeistertitel 1978/79 und dem verlorenen Pokalfinale gegen Spora Luxemburg 1980 konnte Progrès Nationaldivision 1980/81 zum dritten und letzten Mal luxemburgischer Fußballmeister werden. Im Europapokal schied der Verein jeweils bereits in den ersten Runden aus. In den kommenden Jahren konnte man die Spielstärke nicht mehr halten, der Verein beendete die Spielzeiten überwiegend im Mittelfeld der Nationaldivision. 1988/89 stieg der Verein auf Grund der neu eingeführten Abstiegs-Play-offs in die Ehrenpromotion ab. Zwar stieg der FC Progrès zur Spielzeit 1990/91 erneut in die Nationaldivision auf, bereits nach einer Spielzeit musste der Verein jedoch wieder in die Zweitklassigkeit.
Es dauerte zehn Jahre, eh der FC Progrès erneut in der Nationaldivision spielte. Der Aufstieg in die Nationaldivision 2001/02 folgte zwar ein Jahr später der Abstieg, seit 2006/07 spielt der Verein jedoch wieder in der höchsten luxemburgischen Spielklasse. 2012/13 entging Progrès knapp dem Abstieg, als der Verein das Barragespiel gegen den FC UNA Strassen mit 1:0 nach Verlängerung siegreich gestalten konnte. Durch den vierten Platz in der Saison 2014/15 qualifizierte sich Progrès Niederkorn für die UEFA Europa League 2015/16, bei der der Verein trotz eines 0:0-Unentschieden im Hinspiel nach einer 0:3-Niederlage im Rückspiel gegen die Shamrock Rovers in der 1. Qualifikationsrunde ausschied. Im August 2016 trennte sich der FC Progrès von Trainer Fabien Tissot und verpflichtete den 18 Tage zuvor bei Union Titus Petingen entlassenen Paolo Amodio. In der Saison 2016/17 wurde erneut der vierte Platz erreicht, der zur Teilnahme an der UEFA Europa League 2017/18 berechtigte. In der 1. Qualifikationsrunde konnte sich Progrès überraschend nach einer 0:1-Hinspielniederlage durch einen 2:0-Sieg im Rückspiel gegen den schottischen Vertreter Glasgow Rangers durchsetzen. Dies war der erste Sieg in einem internationalen Wettbewerb und der größte internationale Erfolg für diesen Verein. In der zweiten Qualifikationsrunde schied Progrès dann jedoch durch zwei Niederlagen gegen AEL Limassol aus dem Wettbewerb aus.
Nachdem der FC Progrès in der Saison 2017/18 lange auf Augenhöhe mit F91 Düdelingen um die Meisterschaft gekämpft und am Ende als Vizemeister abgeschlossen hatte, wurde Trainer Paolo Amodio nach fast zwei Jahren gemeinsam mit Co-Trainer Emilio Lobo am 3. Oktober 2018 wegen sportlicher Erfolglosigkeit entlassen. Einen Tag später stellte der Verein den Franzosen Cyril Serredszum, bis Februar 2018 Trainer bei Fola Esch, als neuen Cheftrainer und seinen Landsmann Serge Wolf, zuvor Trainer von Swift Hesperingen, als neue Übungsleiter vor.
Nach einer 0:5-Niederlage gegen den RFC Union Luxemburg wurden Serredszum und Wolf zwei Spieltage vor Ende der Saison 2018/19 entlassen. Interimstrainer Mario Mutsch gelang es, den Klub auf den 4. Platz zu führen, der aufgrund des Pokalsieges von Meister F91 Düdelingen zur Teilnahme an der Vorqualifikation der UEFA Europa League 2019/20 berechtigte.
Am 12. Juni 2019 wurde der Deutsche Roland Vrabec als neuer Trainer vorgestellt. In der Europa League überstand das Team erneut zwei K.O.-Runden und schied durch ein 0:0 im Rückspiel nach 0:2-Hinspielniederlage gegen die Glasgow Rangers aus. In der BGL Ligue rangierte der Progrès nach 17 Spieltagen auf Rang 2 hinter Fola Esch. Durch die COVID-19-Pandemie wurde die Saison am 12. März 2020 unterbrochen und am 28. April 2020 abgebrochen. Der Verband entschied, keine Titel zu vergeben. Als Zweitplatzierter zum Abbruchzeitpunkt wurde Niederkorn vom Verband für die kommende Europa-League-Saison nominiert, sodass der Verein erstmals vier Jahre in Folge am Europapokal teilnehmen wird. Bester Torjäger war Emmanuel Françoise mit 11 Ligatreffern.
Am 9. Mai 2024 konnte der Verein dann nach 43 titellosen Jahren zum fünften Mal die Coupe de Luxembourg gewinnen. Im Finale gewann man gegen den Ligarivalen Swift Hesperingen vor 3.808 Zuschauern im Stade de Luxembourg mit 4:2 nach Elfmeterschießen.

## Erfolge

### National
- Luxemburgischer Meister: 1953, 1978, 1981
- Luxemburgischer Pokalsieger: 1933, 1945, 1977, 1978, 2024
- Luxemburgischer Pokalfinalist: 1946, 1956, 1980

Als FK Niederkorn:
- Meister Gauliga Moselland Gruppe West: 1943

### Europapokal
Der FC Progrès nahm bisher zehnmal (Stand: 2021) an der Hauptrunde eines europäischen Wettbewerbs teil. Von insgesamt 30 Spielen wurden 20 verloren. Am 16. September 1981 gelang in der ersten Runde des Europapokals der Landesmeister ein 1:1-Unentschieden gegen den nordirischen Vertreter Glentoran Belfast. In der Qualifikation zur Europa League 2017/18 wurde der schottische Rekordmeister Glasgow Rangers in der 1. Runde durch einen 2:0-Heimerfolg ausgeschaltet.
| Saison  | Wettbewerb                    | Runde                  | Gegner               | Gesamt    | Hin     | Rück          |
| ------- | ----------------------------- | ---------------------- | -------------------- | --------- | ------- | ------------- |
| 1977/78 | Europapokal der Pokalsieger   | 1. Runde               | Vejle BK             | 00:10     | 0:1 (H) | 0:9 (A)       |
| 1978/79 | Europapokal der Landesmeister | 1. Runde               | Real Madrid          | 00:12     | 0:5 (A) | 0:7 (H)       |
| 1979/80 | UEFA-Pokal                    | 1. Runde               | Grasshopper Zürich   | 0:6       | 0:2 (H) | 0:4 (A)       |
| 1981/82 | Europapokal der Landesmeister | 1. Runde               | Glentoran FC         | 1:5       | 1:1 (H) | 0:4 (A)       |
| 1982/83 | UEFA-Pokal                    | 1. Runde               | Servette Genf        | 0:4       | 0:1 (H) | 0:3 (A)       |
| 2015/16 | UEFA Europa League            | 1. Qualifikationsrunde | Shamrock Rovers      | 0:3       | 0:0 (H) | 0:3 (A)       |
| 2017/18 | UEFA Europa League            | 1. Qualifikationsrunde | Glasgow Rangers      | 2:1       | 0:1 (A) | 2:0 (H)       |
| 2017/18 | UEFA Europa League            | 2. Qualifikationsrunde | AEL Limassol         | 1:3       | 0:1 (H) | 1:2 (A)       |
| 2018/19 | UEFA Europa League            | 1. Qualifikationsrunde | FK Qəbələ            | 2:1       | 2:0 (A) | 0:1 (H)       |
| 2018/19 | UEFA Europa League            | 2. Qualifikationsrunde | Honved Budapest      | 2:1       | 0:1 (A) | 2:0 (H)       |
| 2018/19 | UEFA Europa League            | 3. Qualifikationsrunde | FK Ufa               | 3:4       | 1:2 (A) | 2:2 (H)       |
| 2019/20 | UEFA Europa League            | Vorqualifikation       | Cardiff Metropolitan | (a)2:2(a) | 1:0 (H) | 1:2 (A)       |
| 2019/20 | UEFA Europa League            | 1. Qualifikationsrunde | Cork City            | 3:2       | 2:0 (A) | 1:2 (H)       |
| 2019/20 | UEFA Europa League            | 2. Qualifikationsrunde | Glasgow Rangers      | 0:2       | 0:2 (A) | 0:0 (H)       |
| 2020/21 | UEFA Europa League            | 1. Qualifikationsrunde | FK Zeta Golubovci    | 3:0       | 3:0 (H) | 3:0 (H)       |
| 2020/21 | UEFA Europa League            | 2. Qualifikationsrunde | Willem II Tilburg    | 0:5       | 0:5 (H) | 0:5 (H)       |
| 2023/24 | UEFA Europa Conference League | 1. Qualifikationsrunde | KF Gjilani           | 4:2       | 2:2 (H) | 2:0 (A)       |
| 2023/24 | UEFA Europa Conference League | 2. Qualifikationsrunde | FC Midtjylland       | 2:3       | 0:2 (A) | 2:1 n. V. (H) |
| 2024/25 | UEFA Conference League        | 2. Qualifikationsrunde | Djurgårdens IF       | 1:3       | 0:3 (A) | 1:0 (H)       |

Gesamtbilanz: 36 Spiele, 9 Siege, 5 Unentschieden, 22 Niederlagen, 26:69 Tore (Tordifferenz −43)

## Ehemalige Spieler und Trainer
- Ernest Arend (* 6. August 1889), Gründungsmitglied, 3 A-Länderspiele
- Germain Dahm (* 16. November 1928), Spieler 1947–1964, 2 A-Länderspiele
- Fernand Lahure (* 28. März 1929), Spieler 1945–1964, 28 A-Länderspiele, Olympiateilnehmer 1952
- Victor Nurenberg (* 22. Dezember 1930), Spieler bis 1951, später 3× französischer Meister, 19 A-Länderspiele
- Albert „Aly“ May (* 24. November 1954), Torschützenkönig 1979, 1981
- Henri Bossi (* 20. Februar 1958) Spieler 1975–1988, drei Mal Trainer, 1 A-Länderspiel
- Hubert Meunier (* 14. Dezember 1959), Spieler 1975–1982 und 1990/91, 54 A-Länderspiele, erster Europapokaltorschütze
- Marcel Bossi (* 14. Januar 1960) Spieler 1977–1989, 63 A-Länderspiele
- Paolo Amodio (* 28. Mai 1973) Spieler 2001–2002, Trainer 2012–2014 und 2016–2018
- Ismaël Bouzid (* 21. Juli 1983) Spieler 2014–2017, 13 A-Länderspiele für Algerien
- Mario Mutsch (* 3. September 1984) Spieler 2017–2019, 101 A-Länderspiele
- Aleksandr Karapetjan (* 23. Dezember 1987) Spieler 2017–2019, 25 A-Länderspiele für Armenien
- Marvin Martins (* 17. Februar 1995), Spieler 2018–2019, 37 A-Länderspiele
- Olivier Thill (* 17. Dezember 1996) Spieler 2015–2018, 43 A-Länderspiele
- Tim Hall (* 15. April 1997) Spieler 2018–2019, 4 A-Länderspiele
- Florian Bohnert (* 9. November 1997) Spieler 2021–2022, 50 A-Länderspiele
- Jeff Strasser (* 5. Oktober 1974) Trainer 2022–2025

## Fans
Der Verein weist neben Rekordmeister Jeunesse Esch die höchsten Zuschauerzahlen in der BGL Ligue auf. In der Saison 2019/20 betrug der Zuschauerschnitt 961 Zuschauer (Platz 1 in der BGL Ligue). Die aktive Fanszene ist im "Black & Yellow Block" organisiert und unterstützt die Mannschaft bei Heim- und Auswärtsspielen lautstark mit Trommeln und Megaphonen.
Eine besondere Rivalität besteht mit dem Lokalrivalen FC Differdingen 03, die Derbys gehören regelmäßig zu den bestbesuchten Spielen der Liga. Mit dem Fanclub "Angry Goats" des US Bad Mondorf wird hingegen eine Fanfreundschaft gepflegt. Die Fanclubs besuchen sich regelmäßig wechselseitig.

## Frauenfußball
Die Frauenmannschaft des FC Progrès ist mit 16 nationalen Meisterschaften (Stand: November 2017) luxemburgischer Rekordtitelträger. Zweimal gewann sie den nationalen Pokal und erreichte fünf weitere Male das Pokalendspiel. Darüber hinaus nahm sie am Vorrundenturnier des UEFA Women’s Cup 2001/02 im dänischen Odense teil, schied jedoch ohne Torerfolg und Punktgewinn nach der 1. Runde aus. Nachdem sich die Mannschaft vor Beginn der Saison 2005/06 größtenteils dem FC Mamer 32 anschloss, wurde das Team durch die Jugendmannschaft im Jahre 2007 wiedergegründet und stieg zur Saison 2008/09 wieder in die Ligue 1 auf. 2011/2012 nahm der Verein an der UEFA Women’s Champions League teil. Beim Qualifikationsturnier im zyprischen Limassol und Larnaka belegten sie erneut mit 0 Punkten und 0:26 Toren den letzten Platz der Gruppe.

### Erfolge
- Luxemburgischer Meister: 1975, 1977, 1978, 1985–89, 1999–2005, 2011
- Luxemburgischer Pokalsieger: 2002, 2003
- Luxemburgischer Pokalfinalist: 2004, 2005, 2011, 2012, 2013

### Europapokal
| Wettbewerb                            | Runde    | Gegner                   | Ergebnis |
| ------------------------------------- | -------- | ------------------------ | -------- |
| UEFA Women’s Cup 2001/02              | Gruppe 6 | ŽFK Mašinac Classic Niš  | 0:11     |
| UEFA Women’s Cup 2001/02              | Gruppe 6 | Odense BK                | 0:13     |
| UEFA Women’s Cup 2001/02              | Gruppe 6 | Gatões FC                | 0:8      |
| UEFA Women’s Champions League 2011/12 | Gruppe 7 | Apollon Limassol         | 0:14     |
| UEFA Women’s Champions League 2011/12 | Gruppe 7 | Legend-Cheksil Chernigov | 0:8      |
| UEFA Women’s Champions League 2011/12 | Gruppe 7 | Swansea City             | 0:4      |

## Jugendfußball
In der Saison 2024/25 nahmen die A-Junioren des Vereins als amtierender Landesmeister erstmals an der UEFA Youth League teil und besiegten dort in der 1. Runde des Meisterschaftswegs den färöischen Titelträger HB Tórshavn mit 2:1 und 3:0. In der 2. Runde kam dann das Aus gegen den FC Midtjylland aus Dänemark (0:4, 0:5).